# Comuna Harkivți, Pîreatîn
Harkivți (în ucraineană Харківці) este o comună în raionul Pîreatîn, regiunea Poltava, Ucraina, formată din satele Harkivți (reședința), Vîșneve și Vîsoke.

## Demografie
Componența lingvistică a comunei Harkivți
     Ucraineană (96,81%)
     Rusă (2,69%)
     Alte limbi (0,14%)
Conform recensământului din 2001, majoritatea populației comunei Harkivți era vorbitoare de ucraineană (96,81%), existând în minoritate și vorbitori de rusă (2,69%).